# CyberGhost VPN
CyberGhost VPNは、ルーマニアの企業であるCyberGhost S.R.L.が提供している仮想プライベートネットワークサービスである。

## 概要
CyberGhostは2011年にルーマニアのブカレストで設立された。
現在100ヶ国以上に11800台以上のサーバーを運用しており、一部のサーバーはピアツーピア通信に対応している。
また、一部のサーバーは仮想ロケーションで運用されている。

## 通信プロトコル
CyberGhost VPNはOpenVPN、IKEv2、WireGuardプロトコルに対応している。

## 特徴
米国、ドイツ、フランス、英国、カナダに専用IPアドレスを利用できるとしている。